# Яннік Лебгерц
Яннік Лебгерц (нім. Yannick Lebherz, 13 січня 1989) — німецький плавець.
Учасник Олімпійських Ігор 2012 року.
Призер Чемпіонату світу з плавання на короткій воді 2012 року.
Чемпіон Європи з плавання на короткій воді 2010, 2014 років.